# Antiblemma agrotera
Antiblemma agrotera är en fjärilsart som beskrevs av Druce 1890. Antiblemma agrotera ingår i släktet Antiblemma och familjen nattflyn. Inga underarter finns listade i Catalogue of Life.